# Жакоб, Мариус
Александр Жакоб, более известный как Мариус Жакоб (1879—1954, фр. Marius Jacob) — французский анархо-иллегалист, моряк, типограф. «Благородный грабитель» с тонким чувством юмора и ироничным отношением к своим жертвам, он стал прототипом героя произведений французского писателя Мориса Леблана — Арсена Люпена — «вора-джентльмена».

## Начало жизни
Жакоб родился в 1879 году в Марселе в рабочей семье. В двенадцать лет его отправили учиться ремеслу моряка на корабль, следовавший в Сидней, в котором он покинул команду. Об этом путешествии он позже скажет, «Я видел мир; это не красиво». Примкнув, на некоторое время к пиратам он, вскоре, бросил это занятие, как слишком жестокое, и, в 1897 году, вернулся в Марсель, где, страдая от лихорадки (которая будет преследовать его всю жизнь) навсегда бросил морскую жизнь. Став работником типографии он начал посещать встречи анархистов, где, помимо прочего, познакомился со своей женой Розой.
Парламентские социалисты конца XIX века в рабочей среде яростно критиковались анархистами. Социалисты стремились добиться изменений юридически, через избирательный процесс. Анархисты же настаивали на том, что социальной справедливости нельзя добиться через существующую структуру власти, рабочий класс должен установить её самостоятельно. В Европе времен «Прекрасной эпохи» (1871—1914), после подавления Парижской Коммуны, в революционном движении были сильны тенденции индивидуального насилия, как правило по отношению к королям, политическим деятелям, военным, полицейским и судьям. Многие революционно настроенные анархисты во Франции были заключены в тюрьмы или казнены на гильотине, как Равашоль.
Пойманный со взрывчатыми веществами, вследствие подозрения в незначительном воровстве, Жакоб был осужден на шесть месяцев тюрьмы, после которой он столкнулся с проблемой самоопределения. Выходом для него стал «мирный иллегализм».

## Преступная деятельность
3 июля 1899 в Тулоне Жакоб симулировал припадки галлюцинаций, чтобы избежать пяти лет одиночного заключения. 19 апреля 1900 он, с помощью санитара, сбежал из больницы в Экс-ан-Провансе и укрылся в Ситэ. Там он организовывал группу, получившую название «Ночные рабочие». Её принципы сводились к следующему: член группы может убивать только в целях самозащиты от полиции; участники группы обкрадывают только тех, кого рассматривают как социальных паразитов — начальников, судей, военных, и представителей духовенства, но ни в коем случае не тех, чьи профессии рассматриваются как «полезные» — архитекторы, доктора, художники, и т. д.; наконец, определённый процент от украденных денег нужно было вкладывать в анархистские инициативы. Жакоб избегал взаимодействия с идеалистически настроенными анархистами, предпочитая им преступников и единомышленников-иллегалистов.
Группа Жакоба в своих кражах использовала целый ряд остроумных приемов, впоследствии широко применявшихся взломщиками всего мира. Например, чтобы узнать, когда хозяин покидает и возвращается в свой дом «Ночные рабочие» всовывали листки бумаги в двери, а потом следили за их перемещениями. Когда «Ночные рабочие» выпиливали потолок, чтобы попасть в квартиру ниже, они сперва проделывали небольшое отверстие, в которое можно засунуть сложенный зонтик. Потом зонтик раскрывался и, при выпиливании более широкого отверстия, достаточного для проникновения в помещения человека, сыплющаяся в него штукатурка не создавала шума. Кроме того, Жакоб, со временем, стал специалистом по взлому сейфов.
В промежуток между 1900 и 1903 годами, сотрудничая с небольшими группами в два — четыре человека, Жакоб совершил около 150 краж в Париже, его окрестностях и даже за границей. Но сам Жакоб начал ощущать бесперспективность своего занятия. Однажды, пытаясь заагитировать рабочего, он получил такой ответ: «А как же моя пенсия?»
21 апреля 1903, провалилось ограбление «Ночных рабочих» в городе Аббивиль. Жакоб и его два сообщника, убегая, убили полицейского, однако все равно были схвачены. Два года спустя в Амьене состоялся суд над Жакобом. Анархисты стекались в город, чтобы поддержать Жакоба. «Вы теперь знаете, кто я: революционер, живущий за счет буржуа» — заявил Жакоб на суде. Он избежал гильотины, но был приговорен к пожизненной каторге в Кайене.

## Каторга и освобождение
В Кайене Жакоб переписывался со своей матерью, которая никогда не разочаровывалась в сыне. На каторге Жакоб совершил семнадцать безуспешных попыток побега.
После вдохновленного письмами Альбера Лондрю запрета на принудительные каторжные работы во Франции, Жакоб вернулся домой, где пострадал от экономической депрессии 1927 года, после чего переехал в долину Луары. Там он работал коммивояжером и второй раз женился (Роза умерла в то время, когда он был на каторге).
В 1929 Жакоб познакомился с Луи Лекуаном, редактором газеты Libertaire. Эти два похожих друг на друга человека стали лучшими друзьями на всю жизнь. Они принимали активное участие в кампании поддержки Сакко и Ванцетти, участвовали в протестах против выдачи Дуррути в Испанию, где того ожидала смертная казнь. В 1936 году, Жакоб отправился в Барселону, поддержать анархо-синдикалистов из CNT, но, убедившись в тщетности усилий республиканцев, он вернулся к жизни торговца во Франции.
Жакоб не участвовал непосредственно во французском Сопротивлении (было очень мало непосредственно анархистских формирований, несмотря на то, что многие анархисты, прежде всего эмигранты-испанцы, участвовали в Движении), но маки всегда могли найти убежище в его доме. Его мать умерла в 1941 году, жена в 1947. А сам Жакоб, до конца своих дней окруженный друзьями и товарищами, так и не отказался от своих убеждений.